# Olaf Blaschke
Olaf Blaschke (* 29. Mai 1963 in Bielefeld) ist ein deutscher Historiker und Hochschullehrer. Er ist seit 2014 Professor für Neuere und Neueste Geschichte unter besonderer Berücksichtigung der Geschichte des 19. Jahrhunderts am Historischen Seminar der Universität Münster.

## Leben

### Wissenschaftliche Laufbahn
Olaf Blaschke nahm 1983 sein Studium an der Universität Bielefeld auf, das er im Jahr 1991 abschloss. Er hat in dieser Zeit sowohl den Grad des Magister Artium erworben als auch das Staatsexamen für das Lehramt bis zur Sekundarstufe II abgelegt.
1996 wurde Blaschke in Bielefeld mit der Arbeit Katholizismus und Antisemitismus im Deutschen Kaiserreich bei Hans-Ulrich Wehler promoviert. Danach arbeitete er als wissenschaftlicher Assistent für Neuere und Neueste Geschichte bei Lutz Raphael an der Universität Trier. Seit 2005 ist Blaschke Projektleiter im Exzellenzcluster Gesellschaftliche Abhängigkeiten und soziale Netzwerke. Sein Projekt untersucht die Netzwerke katholischer Kirchen- und Katholizismusforscher in der BRD. Im Jahr 2006 habilitierte er sich mit der Arbeit Verleger machen Geschichte. Der Buchmarkt und das Historikerfeld seit 1945 im deutsch-britischen Vergleich. In dieser Arbeit schätzt Blaschke beispielsweise den Suhrkamp Verlag als „linken Gesinnungsverlag“ ein. 2008 übernahm Blaschke an der Universität Trier die Lehrstuhlvertretung für Andreas Gestrich im Bereich Neuere Geschichte. Seit 2012 war er als Lehrdozent für Neuere und Neueste Geschichte am Historischen Seminar der Universität Heidelberg tätig. Seit dem Sommersemester 2014 hat er eine befristete W2-Professur für die Geschichte des 19./20. Jahrhunderts unter besonderer Berücksichtigung der Theorie und Methodik der Geschichtswissenschaft an der Westfälischen Wilhelms-Universität Münster inne.
Blaschke war von 2001 bis 2002 mit einem Feodor-Lynen-Stipendium der Alexander von Humboldt-Stiftung als Visiting Scholar an der Universität Cambridge sowie Visiting Fellow im St. Catherine’s College. Im Jahr 2003 war er Stipendiat des Deutschen Historischen Instituts in London. Danach war er von 2004 bis 2005 Gastprofessor an der schwedischen Universität Lund.
Innerhalb des von 2007 bis 2017 geförderten Exzellenzclusters Religion und Politik in den Kulturen der Vormoderne und der Moderne leitete Blaschke während der zweiten Förderphase 2012 bis 2017 das Projekt Der Ultramontanismus als transnationales und transatlantisches Phänomen 1819–1918. Er versuchte in diesem Rahmen, Theoreme und methodische Ansätze der transnationalen Geschichte auf die Geschichte der Religionen (vor allem des Christentums) im 19. und 20. Jahrhundert anzuwenden.

### Forschungsschwerpunkte
Seinen Forschungsschwerpunkt bilden Themen der Neueren und der Neuesten Geschichte, insbesondere die Geschichte des Antisemitismus und die Religionsgeschichte, die Geschichte des Verlagswesens, des Nationalsozialismus, deutsch-jüdische Geschichte und Geschlechtergeschichte.

## Mitgliedschaften
- Deutscher Historikerverband
- Schwerter Arbeitskreis für Katholizismusforschung[6]
- CRM Centrum für Religion und Moderne (WWU Münster)[7]

## Auszeichnungen
- 2004: „Forschungspreis für deutsche Wissenschaftler“ des Jubiläumsfonds der Schwedischen Reichsbank[8]

## Schriften (Auswahl)
- Katholizismus und Antisemitismus im Deutschen Kaiserreich (= Kritische Studien zur Geschichtswissenschaft. Band 122). Vandenhoeck und Ruprecht, Göttingen 1997; 2. Auflage 1999, ISBN 3-525-35785-0 (zugleich: Dissertation)[9].
- Nicht die Kirche als solche? Anfragen eines Historikers an die vatikanische „Reflexion über die Shoa“. In: Blätter für deutsche und internationale Politik. Jg. 43, 1998, S. 862–874.
- Goldhagen und Hitlers willige Katholiken zwischen Sensationshascherei und Wirklichkeit. Ein ernstes Themenfeld droht zu verbrennen. In: Menora. Jahrbuch für deutsch-jüdische Geschichte. Band 14, 2003, S. 163–193.
- hrsg. mit Hagen Schulze: Geschichtswissenschaft und Verlagswesen in der Krisenspirale? Eine Inspektion des Feldes in historischer, internationaler und wirtschaftlicher Perspektive (= Beiheft der Historischen Zeitschrift. NF, Band 42). München 2006.
- Der Markt für Zeitgeschichtsforschung: Ein Plädoyer für mehr Empirie. In: Zeithistorische Forschungen. 6. Jg., 2009, S. 441–448 (online).
- Verleger machen Geschichte. Buchhandel und Historiker seit 1945 im deutsch-britischen Vergleich. Wallstein-Verlag, Göttingen 2010, ISBN 978-3-8353-0757-5.
- Die Kirchen und der Nationalsozialismus. Reclam, Stuttgart 2014, ISBN 978-3-15-019211-5.
- mit Matthias Berg, Jens Thiel, Krijn Thijs: Die versammelte Zunft. Historikerverband und Historikertage in Deutschland. 2 Bände. Wallstein Verlag, Göttingen 2018, ISBN 3-8353-3294-5.